# Macromia unca
Macromia unca – gatunek ważki z rodziny Macromiidae.